# Каскасуйський сільський округ
Каскасу́йський сільський округ (каз. Қасқасу ауылдық округі, рос. Каскасуйский сельский округ) — адміністративна одиниця у складі Толебійського району Туркестанської області Казахстану. Адміністративний центр — село Жогарги-Каскасу.
Населення — 3910 осіб (2021; 4498 у 2009, 4253 у 1999, 2731 у 1989).
Станом на 1989 рік існувала Калінінська сільська рада (села Діканколь, Друга П'ятилітка, Каскасу, Каратобе, Керегетас, Конесарик, Узинарик, Успеновка). Пізніше села Алшали (колишнє село Успеновка), Діханкуль (колишнє село Діканколь) та Узинарик (колишнє село Узунарик) утворили окремий Когалинський сільський округ. Після 1999 року село було передано до складу Кемекалганського сільського округу.

## Склад
До складу округу входять такі населені пункти:
| Населений пункт       | Колишні назви    | Населення, осіб (1989) | Населення, осіб (1999) | Населення, осіб (2009) | Населення, осіб (2021) |
| --------------------- | ---------------- | ---------------------- | ---------------------- | ---------------------- | ---------------------- |
| Жогарги-Каскасу, село | Каскасу          | 425                    | 638                    | 625                    | 445                    |
| Каскасу, село         | Друга П'ятилітка | 1528                   | 1956                   | 2113                   | 2094                   |
| Керегетас, село       | -                | 228                    | 323                    | 666                    | 286                    |
| Конесарик, село       | -                | 550                    | 1336                   | 1094                   | 1085                   |